# Mod (software)
Een mod of modificatie is een (vaak onofficiële) aanpassing op software, vaak een computerspel. Mods worden vaak niet ontwikkeld door de makers van de oorspronkelijke software, maar door gebruikers of een andere ontwikkelaar. Mods kunnen de gebruikerservaring en werking van software verbeteren, aanpassen en uitbreiden. Daarnaast bestaan er mods die bugs oplossen en mods die software beter kunnen laten werken op zwakke of juist krachtige hardware. Mods kunnen daarmee ook de levensduur van bepaalde software verlengen, bijvoorbeeld wanneer de officiële ontwikkelaars de software niet langer ondersteunen en/of updaten. Het maken van mods wordt in de gemeenschap vaak modding genoemd. 

## Spellen
Mods kunnen voor een geheel nieuwe spelervaring zorgen, al moet de speler wel altijd het originele spel in bezit hebben. Mods voor spellen kunnen nieuwe voorwerpen, wapens, karakters, texturen, levels, verhaallijnen, muziek en spelmodes toevoegen. Steeds meer spellen bieden officiële ondersteuning voor het maken van mods en ontwikkelaars als id Software, Valve Corporation, Mojang, Bethesda Softworks, Firaxis Games, Crytek, Creative Assembly en Epic Games bieden hiervoor hulpmiddelen en handleidingen aan.